# Nchwaningite
La nchwaningite è un minerale.